# Caldesia grandis
Caldesia grandis es una especie de planta acuática de la familia Alismataceae. Se encuentra en el Sudeste de Asia.

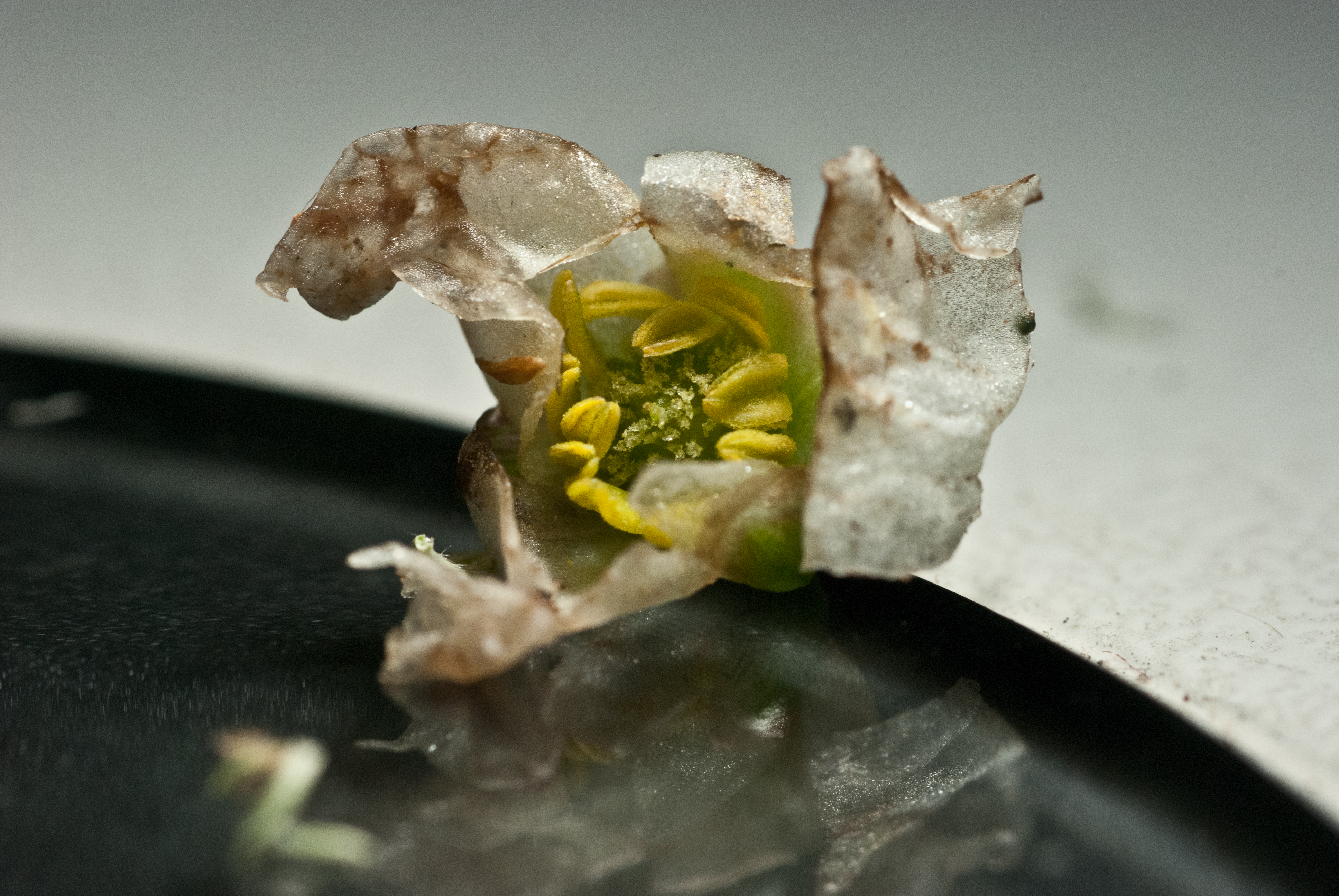
Detalle de la flor

## Descripción
Es una planta acuática con rizomas erectos. Con pecíolo de 15-55 cm, limbo suborbicular de 4.5-7 × 6-8 cm, y 9-12 venas, por lo general la base subtruncada, el ápice dentado. La inflorescencia es paniculada con 3 flores verticiladas. Pétalos recurvados, de color blanco, espátulados o subobovados, de 6-7 mm. Tiene un número cromosómico de 2 n = 22.

## Distribución y hábitat
Se encuentra en los lagos y pantanos de Guangdong, Hubei, Hunan, Taiwán, Yunnan, Bangladés, India y Malasia.

## Taxonomía
Caldesia grandis fue descrita por  Gunnar Samuelsson, y publicado en Svensk Botanisk Tidskrift 24: 116, f. 1 a, b. 1930.
Etimología
Caldesia: nombre genérico que fue nombrado en honor del botánico italiano Ludovico Caldesi.
grandis: epíteto latino que significa "grande".